# حكيم تومي
حكيم تومي (و. 1961  م) هو منافس ألعاب قوى جزائري، ولد في الجزائر، شارك في الألعاب الأولمبية الصيفية 1988، والألعاب الأولمبية الصيفية 1984.

## روابط خارجية
- حكيم تومي على موقع الاتحاد الدولي لألعاب القوى (الإنجليزية)
- حكيم تومي على موقع أوليمبيديا (الإنجليزية)